# 阿布都外力·阿布来提
阿布都外力·阿布来提（維吾爾語：ئابدۇۋالى ئابلەت‎；1987年4月17日—），维吾尔族，曾用名沙拉衣丁，出生于新疆克拉玛依市，是一名中国足球运动员，司职后卫，现效力于中国足球超级联赛球队河南建业。

## 俱乐部生涯
阿布都外力出自新疆宋庆龄足球学校，曾代表新疆体彩参加中国足球乙级联赛。2010年被租借到辽宁东北虎参加2010年中国足球乙级联赛。2011年3月18日，他在试训成都谢菲联失败后和耶和亚、迪力木拉提一起转会加盟中国足球超级联赛球队深圳红钻。 同年4月29日，他在深圳红钻客场1比2不敌杭州绿城的比赛首发出场，上演中超联赛首秀。 他在2011赛季联赛出场8次，3次首发，深圳红钻在赛季结束后以联赛最后一名的成绩降级到中甲联赛。
2012年2月，阿布都外力转会加盟另一支中超球队河南建业。 3月25日，他在河南建业客场0比3不敌广州恒大的比赛首发出场，第一次在正式比赛亮相，在第58分钟被替换下场。
2014年9月，有媒体曝光阿布都外力在中国足协的例行尿检抽查中被查出尿液中含有“瘦肉精”成分，可能是外出就餐吃到含有“瘦肉精”牛肉造成，因此他处于无限期禁赛状态，等待中国足协的罚单。 不过，他在2015赛季就重新回到球队的出场阵容中。